# Olios princeps
Olios princeps là một loài nhện trong họ Sparassidae.
Loài này thuộc chi Olios. Olios princeps được Henry Roughton Hogg miêu tả năm 1914.